# Ameletus alexandrae
Ameletus alexandrae is een haft uit de familie Ameletidae. De wetenschappelijke naam van de soort is voor het eerst geldig gepubliceerd in 1930 door Brodsky.
De soort komt voor in het Palearctisch gebied.